# Miss Rwanda 2014
Miss Rwanda 2014, 4e élection de Miss Rwanda, s'est déroulée le 22 février 2014 au Petit Stade de Remera.
La gagnante, Colombe Akiwacu, succède à Aurore Mutesi Kayibanda, Miss Rwanda 2012.

## Classement final
| Titre            | Candidates                                                            |
| ---------------- | --------------------------------------------------------------------- |
| Miss Rwanda 2014 | - Province de l'Est - Colombe Akiwacu                                 |
| 1re dauphine     | - Kigali - Carmen Akineza                                             |
| 2e dauphine      | - Province du Nord - Marlène Umutoniwase                              |
| Top 5            | - Province du Sud - Mouna Dukunde - Province du Sud - Hitayezu Belyse |

## Candidates
| Titre régional                           | Nom                        | Âge    | Taille | Élue le                      |
| ---------------------------------------- | -------------------------- | ------ | ------ | ---------------------------- |
| 2e dauphine de Miss Province du Nord     | Grace Agasaro              | 23 ans | 1,70 m | 11 janvier 2014 à Musanze    |
| Miss Kigali                              | Carmen Akineza             | 22 ans | 1,80 m | 8 février 2014 à Kigali      |
| Miss Province de l'Est                   | Colombe Akiwacu            | 19 ans | 1,75 m | 28 décembre 2013 à Rwamagana |
| 1re dauphine de Miss Province du Sud     | Mouna Dukunde              | 18 ans | 1,70 m | 25 janvier 2014 à Huye       |
| Miss Province du Sud                     | Hitayezu Belyse            | 19 ans | 1,80 m | 25 janvier 2014 à Huye       |
| Miss Province du Nord                    | Melissa Isimbi             | 20 ans | 1,73 m | 11 janvier 2014 à Musanze    |
| 2e dauphine de Miss Province du Sud      | Lydie Kayitesi             | 21 ans | 1,77 m | 25 janvier 2014 à Huye       |
| 1re dauphine de Miss Province de l'Ouest | Anesie Mahoro              | 21 ans | 1,70 m | 18 janvier 2014 à Rubavu     |
| Miss Province de l'Ouest                 | Vanessa Mpogazi            | 18 ans | 1,78 m | 18 janvier 2014 à Rubavu     |
| 2e dauphine de Miss Province de l'Est    | Yvonne Mukayuhi            | 22 ans | 1,80 m | 28 décembre 2013 à Rwamagana |
| 1re dauphine de Miss Province du Nord    | Marlène Mutoniwase         | 22 ans | 1,70 m | 11 janvier 2014 à Musanze    |
| 1re dauphine de Miss Kigali              | Emmanuella Erica Urwibutso | 19 ans | 1,70 m | 8 février 2014 à Kigali      |
| 2e dauphine de Miss Province de l'Ouest  | Merveille Uwase            | 20 ans | 1,73 m | 18 janvier 2014 à Rubavu     |
| 2e dauphine de Miss Kigali               | Nadia Uwera                | 23 ans | 1,73 m | 8 février 2014 à Kigali      |
| 1re dauphine de Miss Province de l'Est   | Ruth Uwera                 | 21 ans | 1,76 m | 28 décembre 2013 à Rwamagana |

## Déroulement de la cérémonie
Le thème de l'élection est Ma beauté, mes compétences, mes outils pour l'autonomie.
Le début du défilé commence dès l'arrivée de plusieurs voitures qui amènent au fur et à mesure plusieurs prétendantes au titre.
Après le défilé et les questions posées par le jury, les 5 finalistes sont ensuite annoncées.
Venant ensuite la remise des prix où on annonce Yvonne Mukayuhi comme Miss Popularité, Melissa Isimbi comme Miss Sympathie, Marlène Umutoniwase comme Miss Héritage ainsi qu'Yvonne Mukayuhi comme Miss Photogénique.
À la fin de la cérémonie, le nom de la gagnante est annoncé.

### Prix attribués

#### Prix spéciaux
| Prix                                | Nom                                    |
| ----------------------------------- | -------------------------------------- |
| Miss Popularité (Miss Popularity)   | Province de l'Est - Yvonne Mukayuhi    |
| Miss Sympathie (Miss Congeniality)  | Province du Nord - Melissa Isimbi      |
| Miss Héritage                       | Province du Nord - Marlène Umutoniwase |
| Miss Photogénique (Miss Photogenic) | Province de l'Est - Yvonne Mukayuhi    |

#### Prix non officiels
| Titre national   | Candidate       | Prix                                                                                                 | Sponsor                         |
| ---------------- | --------------- | --- | ------------------------------- |
| Miss Rwanda 2014 | Colombe Akiwacu | Un voyage de 12 jours en Europe (en particulier à Paris ( France), à Valence et Barcelone ( Espagne) | Kenya Airways/Simba Supermarket |
| Miss Rwanda 2014 | Colombe Akiwacu | Une voiture Altima                                                                                   | Nissan                          |
| Miss Rwanda 2014 | Colombe Akiwacu | Une somme de 20 000 000 RWF                                                                          | Cogebanque                      |

## Observations